# Panhard & Levassor Type X43
Der Panhard & Levassor Type X43 ist ein Pkw-Modell der 1920er Jahre. Hersteller war Panhard & Levassor in Frankreich.

## Beschreibung
Die Fahrzeuge haben einen ventillosen Schiebermotor nach einer Lizenz von Charles Yale Knight. Im Motorcode „SK4D“ steht das „K“ für Knight und die „4“ für die Anzahl der Zylinder.
Der Vierzylinder-Reihenmotor hat 75 mm Bohrung, 130 mm Hub und 2297 cm³ Hubraum. Er wurde auch 12 CV genannt. Besonderheit ist eine „Flector“ genannte Art der Kraftübertragung des Frontmotors zur Hinterachse, bei der elastische Gummielemente die üblichen Gelenke einer Kardanwelle ersetzen. Der Motor leistet 30 PS.
Das Fahrgestell hat 317 cm Radstand. Bekannt sind die Karosseriebauformen Torpedo und Limousine.
Das Modell löste 1924 den Type 39 ab und erhielt im selben Jahr mit dem Type X45 einen Nachfolger. In dem Jahr wurden 754 Fahrzeuge hergestellt und davon 109 exportiert. Allerdings sind die Zahlen von Vorgänger und Nachfolger enthalten, da sie in der Statistik nicht getrennt wurden.